# 转折点行动
转折点行动（英語：Turning Point Action，TPA）是一个美国的501(c)(4)组织，根据法律规定，该组织可以对竞选公职的候选人进行支持或反对。转折点行动是保守派501(c)(3)組織美国转折点的附属机构，后者同样由查理·科克创立，转折点行动则作为其政治倡导部门运作。2019年7月，TPA获得了“特朗普学生支持者”（Students for Trump）网站域名和社交媒体平台的租赁权。该组织由约翰·兰伯特和瑞安·福尼尔于2015年创立。

## 历史
2019年5月，报道称查理·科克正在“筹备”成立转折点行动，一个允许对民主党展开竞选活动的501(c)(4)组织。虽然该组织声称与美国转折点“完全独立”，但《福布斯》指出两者均由科克创立，且在营销和品牌风格上高度一致。科克同时从这两个组织获得报酬。
2019年7月，转折点行动获得了“特朗普学生支持者”的网站域名和社交媒体平台的租赁权。该组织由约翰·兰伯特和瑞安·福尼尔于2015年在北卡罗来纳州的坎贝尔大学创立。根据《华盛顿邮报》2023年报道称，因是否去掉“Trump”一名等争议，“特朗普学生支持者”决定与转折点行动组织分道扬镳。

### 2020年总统选举
2020年9月，《华盛顿邮报》报道称，转折点行动组织曾有偿请亚利桑那州的年轻人（其中一些还是未成年人）在社交媒体账户上发布该组织的内容，但没有透露与该组织的关系。该组织甚至还给他们提供了修改内容的指示，以避免内容来自同一来源的迹象被发现。这些帖子质疑了选举过程的公正性，并淡化了COVID-19的威胁。该活动被比作“网络水军”，试图绕过社交媒体平台的内容审查机制。根据该报和一位独立数据科学专家的调查，该活动高度协调，所有信息都在该组织的指示下发布，以避免被识别。部分信息是虚假的，部分则带有党派倾向性。根据《华盛顿邮报》的报道，其中一条推特宣称，冠状病毒的病例数被故意夸大，并表示“很难知道该相信什么”。另一条推文则警告不要相信安东尼·福奇。Twitter在回应该报问题时，至少20个账户因涉及“平台操控和垃圾信息”而遭到停用。
在Facebook上的一条评论质疑邮寄选票的公正性，认为可能存在邮寄欺诈。Instagram上一的则评论声称，过去四次选举中有2800万张选票失踪，暗示选举欺诈的存在。实际上，这些失踪的选票既没有被退回为“无法投递”，也没有被选民主动退还。此外，这些信息还集中攻击了2020年民主党总统候选人乔·拜登、其他民主党政治人物以及社交媒体上的新闻机构。在Facebook持续调查期间，平台已删除了多个相关账户。转折点行动的现场主任奥斯汀·史密斯在接受《华盛顿邮报》采访时表示：“这是真诚的政治活动，由真正的人发起，他们怀着激情在网络上表达自己的信念，而非来自俄罗斯的匿名网络水军。”参与该项目的凤凰城数字营销公司首席执行官杰克·霍夫曼表示：“数十名年轻人热衷于在社交媒体上分享他们的信念，他们利用自己的个人资料发布内容，表达自己的价值观和立场。”